# 三井C級貨櫃船
三井C級貨櫃船（英文：MOL C-class container ship）是日本三菱重工業和幸陽船渠為商船三井（現為海洋網聯船務）建造的10艘貨櫃船系列。最高載櫃量分別為8,100和8,560個20呎標準貨櫃，船隻在2006年至2014年間投入服務。

## 歷史

### 第一輪訂單
踏入2000年代，擁有高載櫃量的超巴拿馬型貨櫃船越來越受到市場重視，皆因她們能夠較上一代的巴拿馬型貨櫃船載多2,000至3,000個貨櫃，單次航行的利潤更高。一些航運巨鱷如中國的東方海外航運、德國的赫伯羅特、意大利的地中海航運，均已向不同船廠訂造。作為日本航運三巨頭之一的商船三井，在接收完由IHI海洋聯合和現代重工建造的若干艘巴拿馬型貨櫃船後，便沒有任何船舶訂單。考慮到公司未來的競爭力，商船三井決定訂造八艘能裝載8,100個貨櫃的超巴拿馬型貨櫃船，預計在2007年開始交付。在製造商方面，商船三井這次選擇的是一直以來保持合作的三菱重工和當時仍未被收購的幸陽船渠，而不是當時的大型船舶熱門製造商三星重工和現代重工。

### 投入服務
由三菱重工負責，同時是三井C級的一號船「三井造物」號在2006年8月31日開始建造，2007年1月20日下水，同年的6月29日正式投入服務，並在7月15日於大連港首航。其餘五艘姊妹船則分別在9月和2008年的第一至二季陸續開始服役。另一邊廂，由幸陽船渠負責的第一艘C級貨櫃船「三井宇宙」號在2007年第三季開始動工，並在2008年7月20日，三菱重工交付完最後一艘C級貨櫃船的六天後緊接交付，而另一艘姊妹船「三井連續」號則在一個月後投入服務。第一輪C級貨櫃船訂單至此正式完成。

### 租借時期

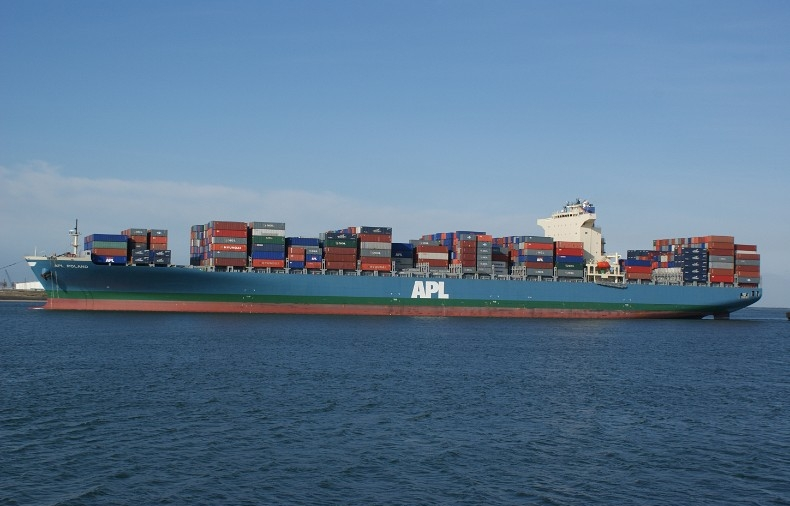
被租借到美國總統輪船的「三井安逸」號，可見船身噴上美國總統輪船的英文縮寫，船名亦被改為「美總俄羅斯」號。

在商船三井訂造這批貨櫃船期間，另一位新世界聯盟成員美國總統輪船剛好缺乏超巴拿馬型貨櫃船，因此決定向商船三井租借四艘新船，分別是「三井魅力」號、「三井安逸」號、「三井勇氣」號、「三井連續」號。租借期間，她們的煙囱一直印有美國總統輪船的標誌，船身亦噴上該公司的英文縮寫「APL」，而非商船三井的英文縮寫「MOL」，但船體的塗裝則保持商船三井藍加綠色的標準塗裝。四艘船一直被租借到2012年，美國總統輪船開始接收訂造的數十艘超巴拿馬型貨櫃船，才正式把她們歸還給商船三井。

### 第二輪訂單
在幸陽船渠完成最後一艘C級貨櫃船的訂單不久後，商船三井決定向三菱重工追加兩艘同型號的貨櫃船，這兩艘船的載櫃量為8,500個標箱，較第一批次的8,100個標箱稍高，第一艘船「三井承諾」號在2011年12月22日動工，2013年1月19日下水，同年6月17日交付，而他的另一艘姊妹船則在第二年3月17日投入服務。第二輪C級貨櫃船訂單至此正式完成。

### 劫後重整

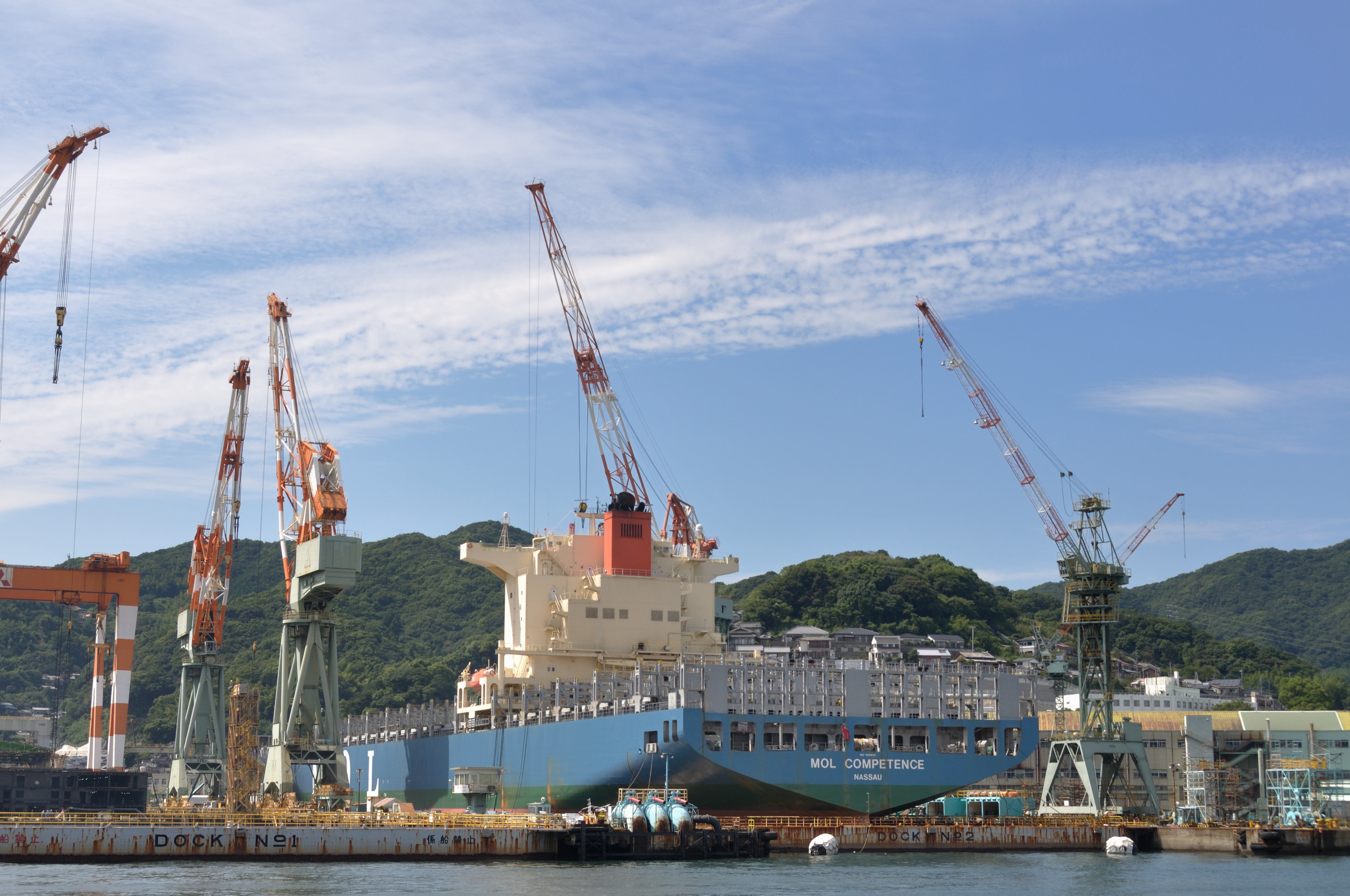
2013年8月，正在進行船體結構加固工程的「三井才能」號。

經過「三井安逸」號在2013年6月因受惡劣天氣影響斷裂沉沒的重大意外後，其餘六艘姊妹船（包括當時剛投入服務的「三井承諾」號）的船體結構質量開始為人詬病。為防止同類的意外再次發生，商船三井決定將她們運回三菱重工進行加固工程，所有船隻最終在2014年3月前重新投入服務。

### 塗裝更換
隨著川崎汽船、商船三井和日本郵船在2017年合併成海洋網聯船務。商船三井陸續安排旗下的C級貨櫃船進行塗裝更換工程，從原本藍加綠色配上商船三井的英文縮寫「MOL」的標準塗裝，改為以洋紅色配上海洋網聯船務的英文縮寫「ONE」的新塗裝。

## 設計

### 三菱重工

#### 船體
由三菱重工建造的第一批C級貨櫃船全長316米，寬46米，船艙深度為25米，吃水14.5米，最大的載櫃量高達8,110個貨櫃，亦可裝載630個冷藏貨櫃。第二批C級貨櫃船與第一批的尺寸一致，但載櫃量則增至8,560個貨櫃，冷藏貨櫃裝載量亦增至914個。

#### 動力
所有由三菱重工建造的C級貨櫃船均採用由三菱重工製瓦錫蘭-蘇爾壽RTA96-C型二行程11缸柴油發動機。第一型的最快轉速每分鐘102轉，最高輸出67,920千瓦特，相當於91,082匹馬力，能夠滿足船隻以時速25海里的速度行駛。第二型的最快轉速為每分鐘93.6轉，最高輸出48,620千瓦特，相當於65,200匹馬力，能夠滿足船隻以時速25海里的速度行駛。

### 幸陽船渠

#### 船體
幸陽船渠建造的C級貨櫃船全長320米，寬46米，船艙深度為25米，吃水14.5米，最大的載櫃量高達8,102個貨櫃，亦可裝載630個冷藏貨櫃。

#### 動力
幸陽船渠建造的C級貨櫃船採用的是三井E&S公司製造的MAN B&W 11K98MC-C二行程11缸柴油發動機，最快轉速每分鐘97轉，最高輸出66,100千瓦特，相當於88,642匹馬力，能夠滿足船隻以時速25海里的速度行駛。

## 船隻列表
10艘C級貨櫃船分別由三菱重工和幸陽船渠負責建造，其中8艘由三菱重工長崎造船廠負責（長崎船廠造船編號：2225至2228、2233至2234、2293至2294），餘下2艘則交由幸陽船渠負責（造船編號：2261至2262）。所有船隻均以英文字母「C」為首的名詞命名。
| 船名                                  | 曾用船名                                           | 中文船名                              | 造船編號                              | IMO編號                               | 安放龍骨日期                          | 下水日期                              | 交付日期                              | 狀態                                  | 備註                                  | 參考資料                              |
| 三菱重工長崎造船廠（8,110個標準貨櫃） | 三菱重工長崎造船廠（8,110個標準貨櫃）              | 三菱重工長崎造船廠（8,110個標準貨櫃） | 三菱重工長崎造船廠（8,110個標準貨櫃） | 三菱重工長崎造船廠（8,110個標準貨櫃） | 三菱重工長崎造船廠（8,110個標準貨櫃） | 三菱重工長崎造船廠（8,110個標準貨櫃） | 三菱重工長崎造船廠（8,110個標準貨櫃） | 三菱重工長崎造船廠（8,110個標準貨櫃） | 三菱重工長崎造船廠（8,110個標準貨櫃） | 三菱重工長崎造船廠（8,110個標準貨櫃） |
| ------------------------------------- | -------------------------------------------------- | ------------------------------------- | ------------------------------------- | ------------------------------------- | ------------------------------------- | ------------------------------------- | ------------------------------------- | ------------------------------------- | ------------------------------------- | ------------------------------------- |
| MOL Creation                          |                                                    | 三井造物                              | 2225                                  | 9321237                               | 2006年8月31日                         | 2007年1月20日                         | 2007年6月29日                         | 服役中                                |                                       | [ 7 ]                                 |
| MOL Charisma                          | APL France (2007-2010)                             | 三井魅力                              | 2226                                  | 9321249                               | 2006年11月21日                        | 2007年6月2日                          | 2007年9月28日                         | 服役中                                |                                       | [ 8 ]                                 |
| MOL Celebration                       |                                                    | 三井慶典                              | 2227                                  | 9321251                               | 2007年3月30日                         | 2007年10月26日                        | 2008年2月15日                         | 服役中                                |                                       | [ 9 ]                                 |
| MOL Courage                           | APL Poland (2008-2012)                             | 三井勇氣                              | 2228                                  | 9321263                               | 2007年4月19日                         | 2007年10月21日                        | 2008年3月31日                         | 服役中                                |                                       | [ 10 ]                                |
| ONE Competence                        | MOL Competence (2002-2018)                         | 海聯才能                              | 2233                                  | 9339662                               | 2007年8月17日                         | 2008年12月12日                        | 2008年6月27日                         | 服役中                                |                                       | [ 11 ]                                |
| MOL Comfort                           | APL Russia (2008-2012)                             | 三井安逸                              | 2234                                  | 9358761                               | 2007年8月23日                         | 2008年3月8日                          | 2008年7月14日                         | 沉沒                                  |                                       | [ 12 ]                                |
| 幸陽船渠（8,102個標準貨櫃）           |                                                    |                                       |                                       |                                       |                                       |                                       |                                       |                                       |                                       |                                       |
| ONE Cosmos                            | MOL Cosmos (2008-2018)                             | 海聯宇宙                              | 2261                                  | 9388340                               | 2007年9月14日                         | 2008年1月10日                         | 2008年7月20日                         | 服役中                                |                                       | [ 13 ]                                |
| ONE Continuity                        | APL Finland (2008-2012) MOL Continuity (2012-2018) | 海聯連續                              | 2262                                  | 9388352                               | 2008年1月11日                         | 2008年4月14日                         | 2008年8月17日                         | 服役中                                |                                       | [ 14 ]                                |
| 三菱重工長崎造船廠（8,560個標準貨櫃） |                                                    |                                       |                                       |                                       |                                       |                                       |                                       |                                       |                                       |                                       |
| ONE Commitment                        | MOL Commitment (2013-2018)                         | 海聯承諾                              | 2293                                  | 9629902                               | 2011年12月22日                        | 2013年1月19日                         | 2013年6月17日                         | 服役中                                |                                       | [ 15 ]                                |
| ONE Contribution                      | MOL Contribution (2014-2019)                       | 海聯貢獻                              | 2294                                  | 9629914                               | 2011年12月22日                        | 2013年6月2日                          | 2014年3月28日                         | 服役中                                |                                       | [ 16 ]                                |

## 意外

### 三井安逸號
2013年6月17日，「三井安逸」號在也門外海受惡劣天氣影響，整個船體連帶龍骨斷成兩截。船尾部分在6月27日率先沉沒，而船頭部分則在海上堅持了約兩星期，最終在7月11日沉沒。事故導致共4,293個貨櫃損失，是有記錄以來單次損失的最高貨櫃量。這次事故亦引起造船和航運業界對船體結構問題的關注。

## 關連項目

### 海洋網聯船務其他船隊
- 日郵V級貨櫃船
- 川崎H級貨櫃船
- 三井M級貨櫃船

## 外部連結
- （日語）海洋網聯船務首頁 的存檔，存档日期2025-03-29.
- （日語）商船三井首頁 的存檔，存档日期2025-05-10.